# The Venetian (Las Vegas)
The Venetian Resort Hotel Casino – superluksusowy hotel i kasyno, położony przy bulwarze Las Vegas Strip w Paradise, w stanie Nevada. Stanowi własność korporacji Las Vegas Sands Corporation. Obiekt składa się z 40 kondygnacji i ma wysokość 145 metrów. W The Venetian znajduje się replika weneckiej dzwonnicy św. Marka o wymiarach takich, jak pierwowzór. 
The Venetian został wyróżniony nagrodą Pięciu Diamentów AAA. Dzięki temu, wraz z siostrzanymi Sands Expo Convention Center oraz The Palazzo Hotel and Casino Resort, The Venetian jest częścią największego na świecie kompleksu hotelowego, wyróżnionego Pięcioma Diamentami, który liczy w sumie 4.049 apartamentów, 4.059 pokoi oraz kasyno o powierzchni 11.000 m².

## Historia

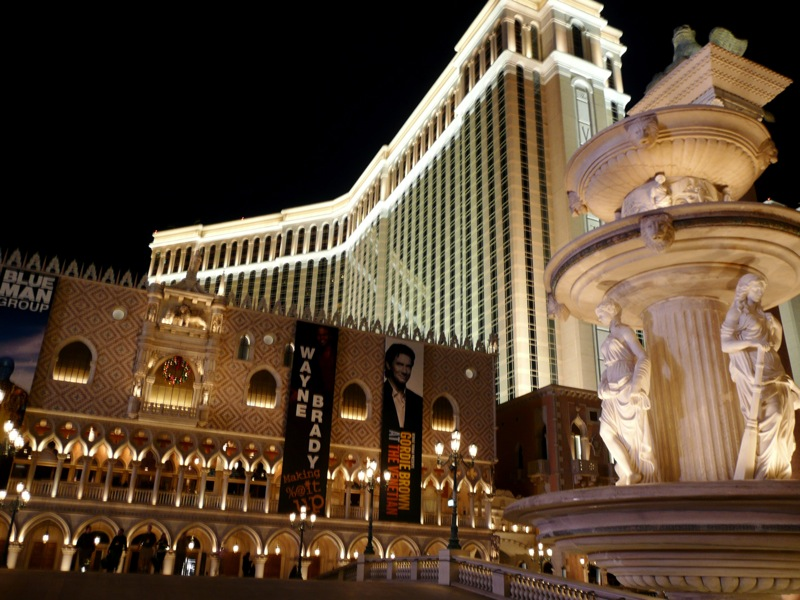
The Venetian nocą

W 1988 roku Sheldon Adelson nabył Sands Hotel, który osiem lat później, 26 listopada 1996 roku, został wyburzony, aby zrobić miejsce dla nowego obiektu – The Venetian Resort Hotel Casino. Prace konstrukcyjne rozpoczęły się 14 kwietnia 1997 roku, a całkowity koszt budowy wyniósł 1.5 miliarda dolarów. 
Uroczystości oficjalnego otwarcia kompleksu 3 maja 1999 roku towarzyszyło symboliczne wypuszczenie białych gołębi, śpiewający gondolierzy oraz dźwięki trąbek. Aktorka Sophia Loren dołączyła do prezesa i właściciela The Venetian, Sheldona Adelsona, podczas „chrztu” pierwszej zmotoryzowanej gondoli świata. 

### The Venetian w mediach
Film
- Wyburzenie starego Sands Hotel zostało ukazane w filmie Lot skazańców (1997).
- W The Venetian nakręcono wiele scen obrazu Wyścig szczurów (2001).
- Bohaterowie filmu Miss Agent 2: Uzbrojona i urocza (2005) mieszkali w jednym z apartamentów w The Venetian.
- Zewnętrzna fasada The Venetian widziana jest w obrazie Resident Evil: Zagłada (2007). W replice mostu Rialto znajdującego się na terenie obiektu nagrano również jedną z filmowych scen walk z zombie.

Muzyka
- W The Venetian nagrano wideoklip do piosenki „Shots” LMFAO i Lil Jona[3].

Telewizja
- The Venetian pojawia się w intro serialu CSI: Kryminalne zagadki Las Vegas.
- Budowa The Venetian była tematem jednego z odcinków programu MegaStructures.
- W The Venetian nakręcono kilka scen 26. docinka pierwszej serii serialu The O.C..

### TAO Nightclub
Znajdujący się w The Venetian TAO został umieszczony na 2. miejscu listy najlepszych klubów nocnych w Stanach Zjednoczonych w 2011 roku. Wystrój TAO inspirowany jest stylem azjatyckim, stąd szerokie wykorzystanie wielu rodzajów drewna oraz kamienia. Wewnątrz klubu znajduje się m.in.: ponad sześciometrowy posąg Buddy; basen bez krawędzi (ang. infinity pool), w którym pływają karpie; osiem prywatnych loż; dwie sale taneczne; a także taras o długości ponad 12 metrów z widokiem na Las Vegas Strip.

## Galeria

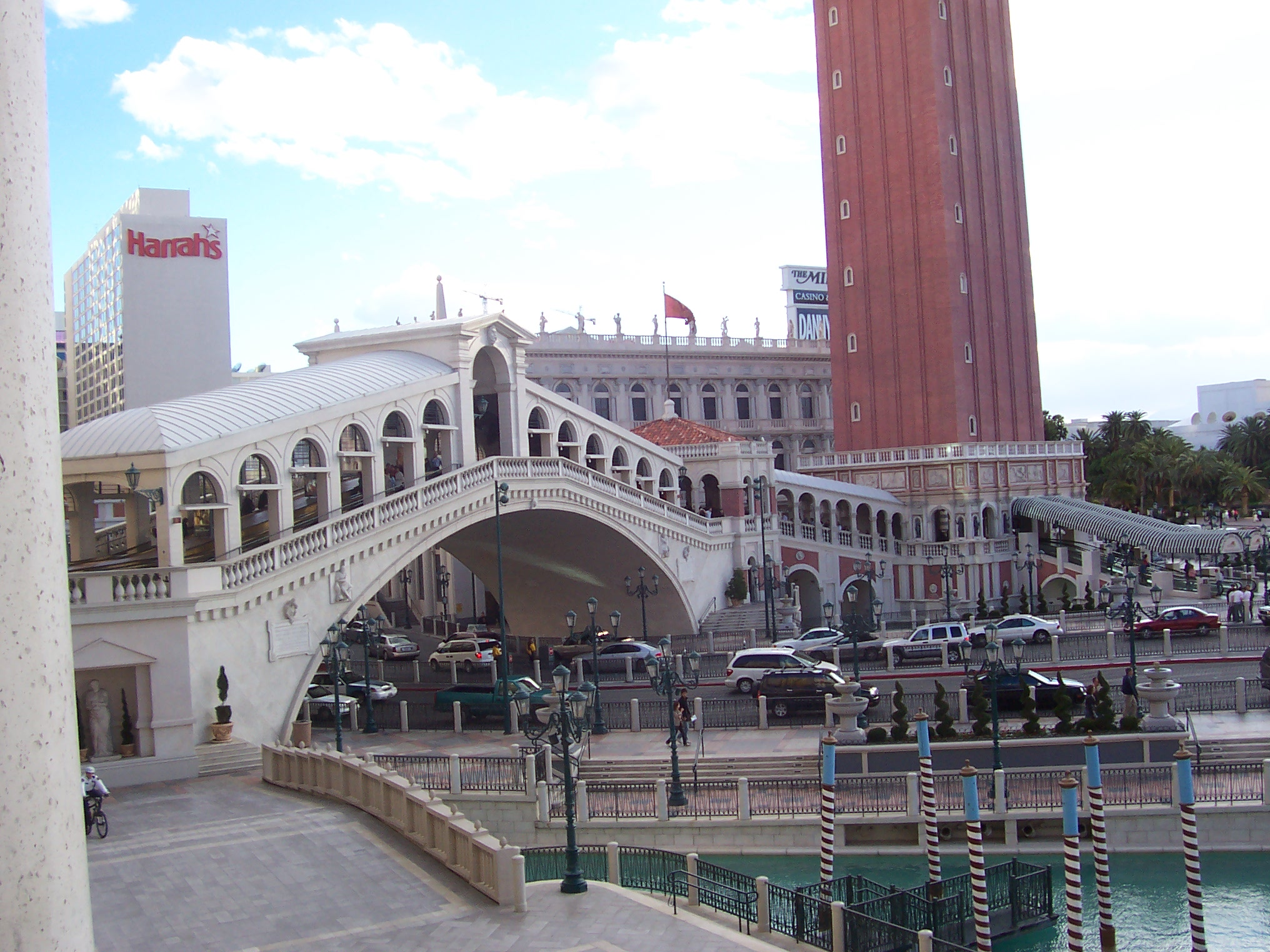
Most Rialto Bridge na terenie The Venetian
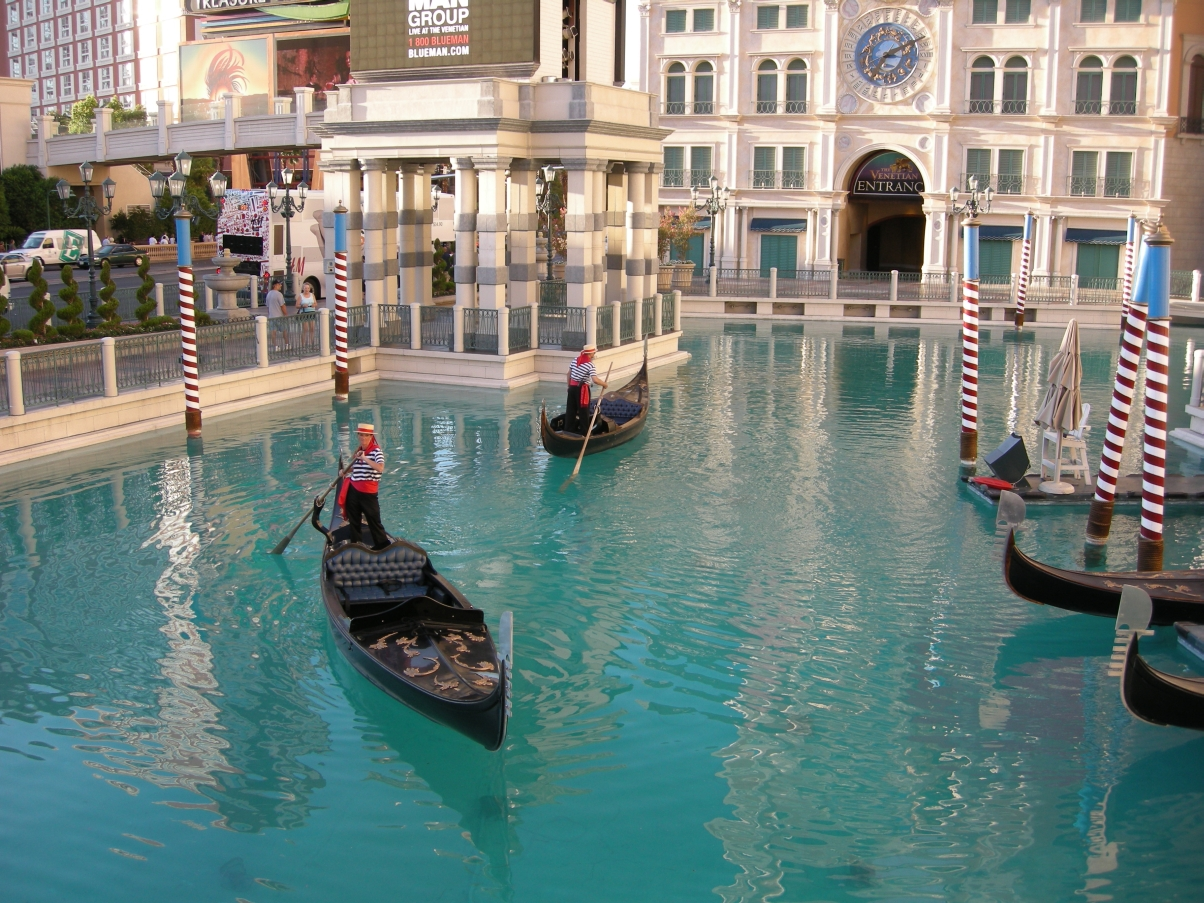
Gondole w The Venetian
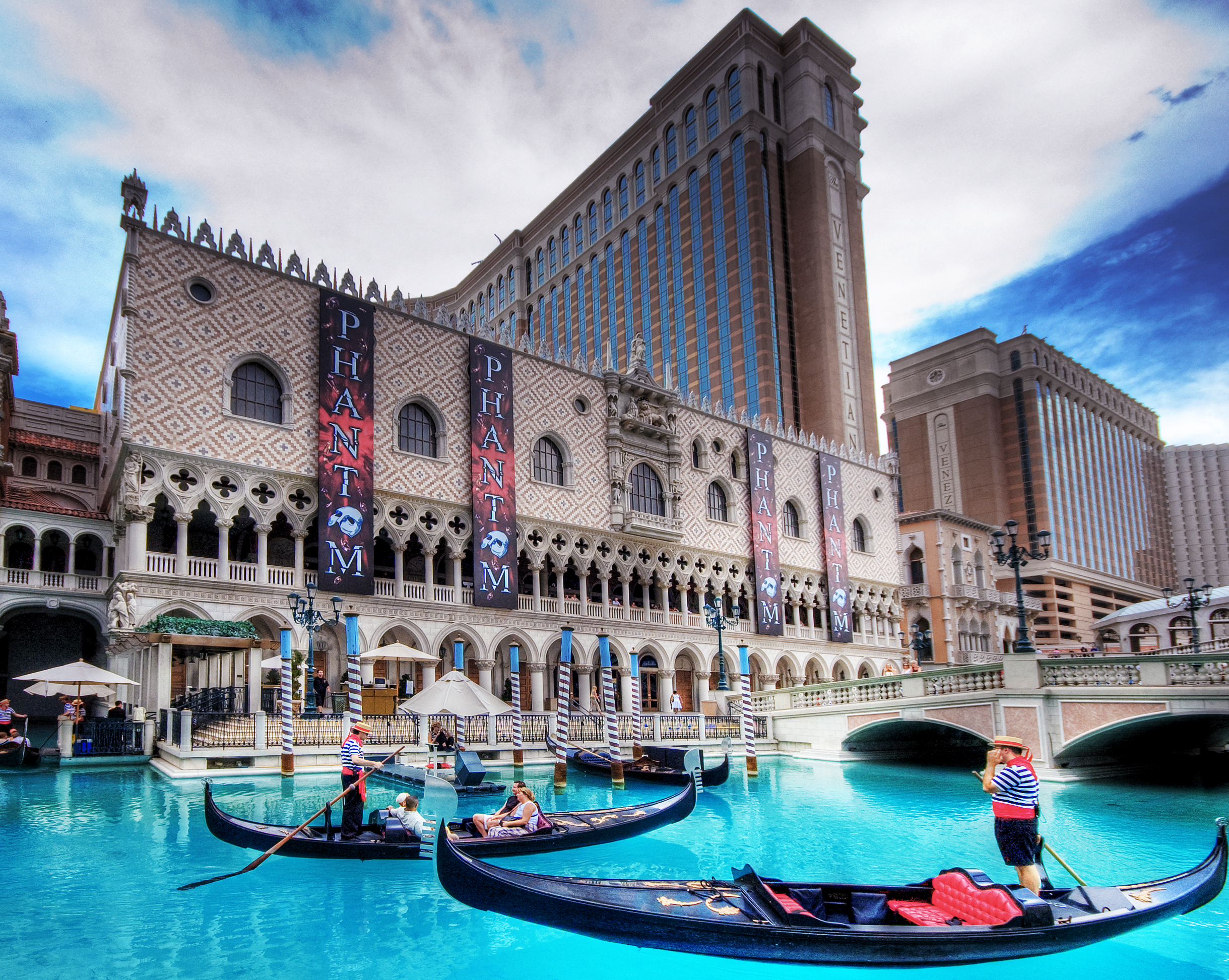
Gondole w The Venetian
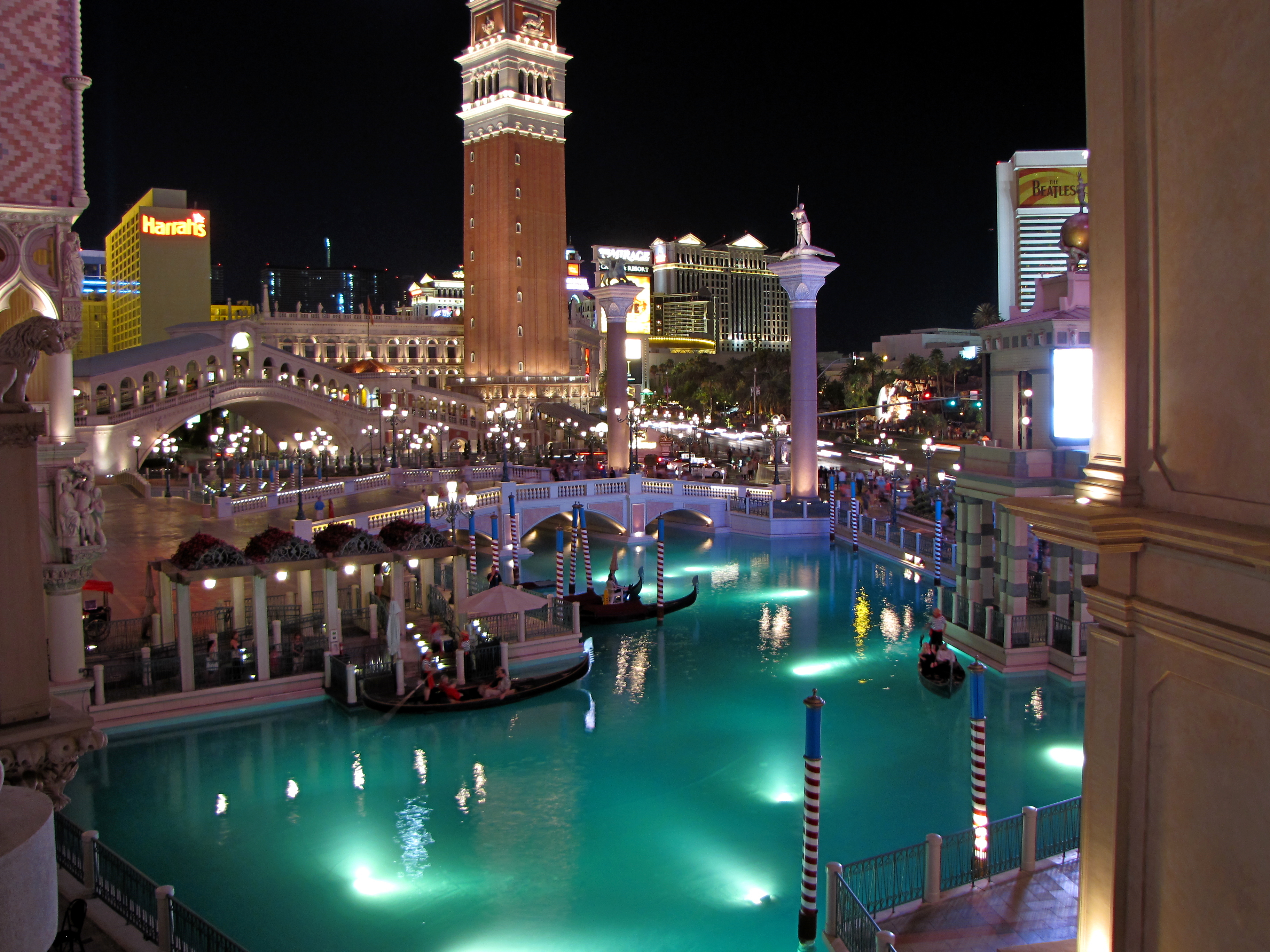
Gondole w The Venetian nocą
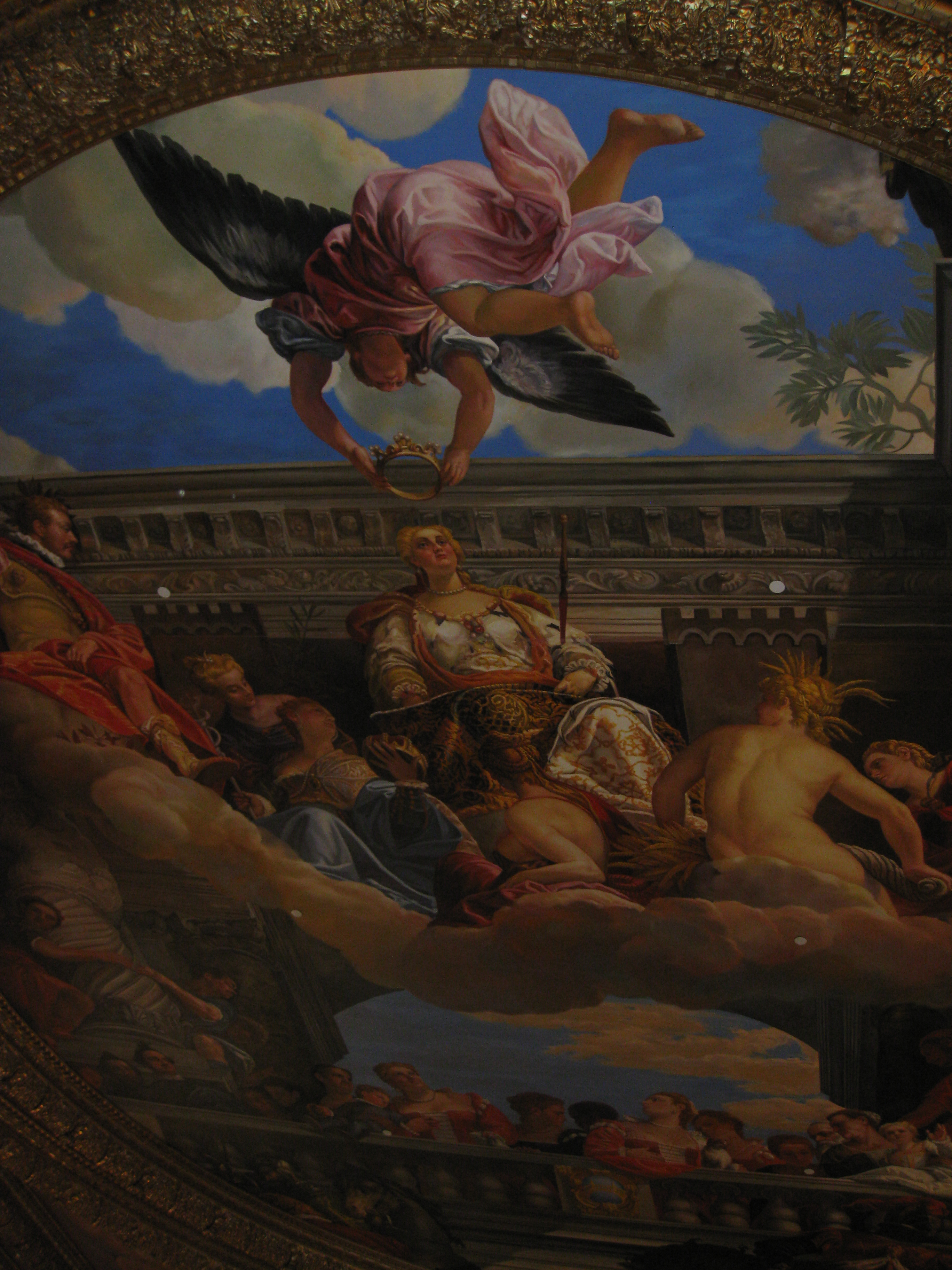
Freski wewnątrz The Venetian
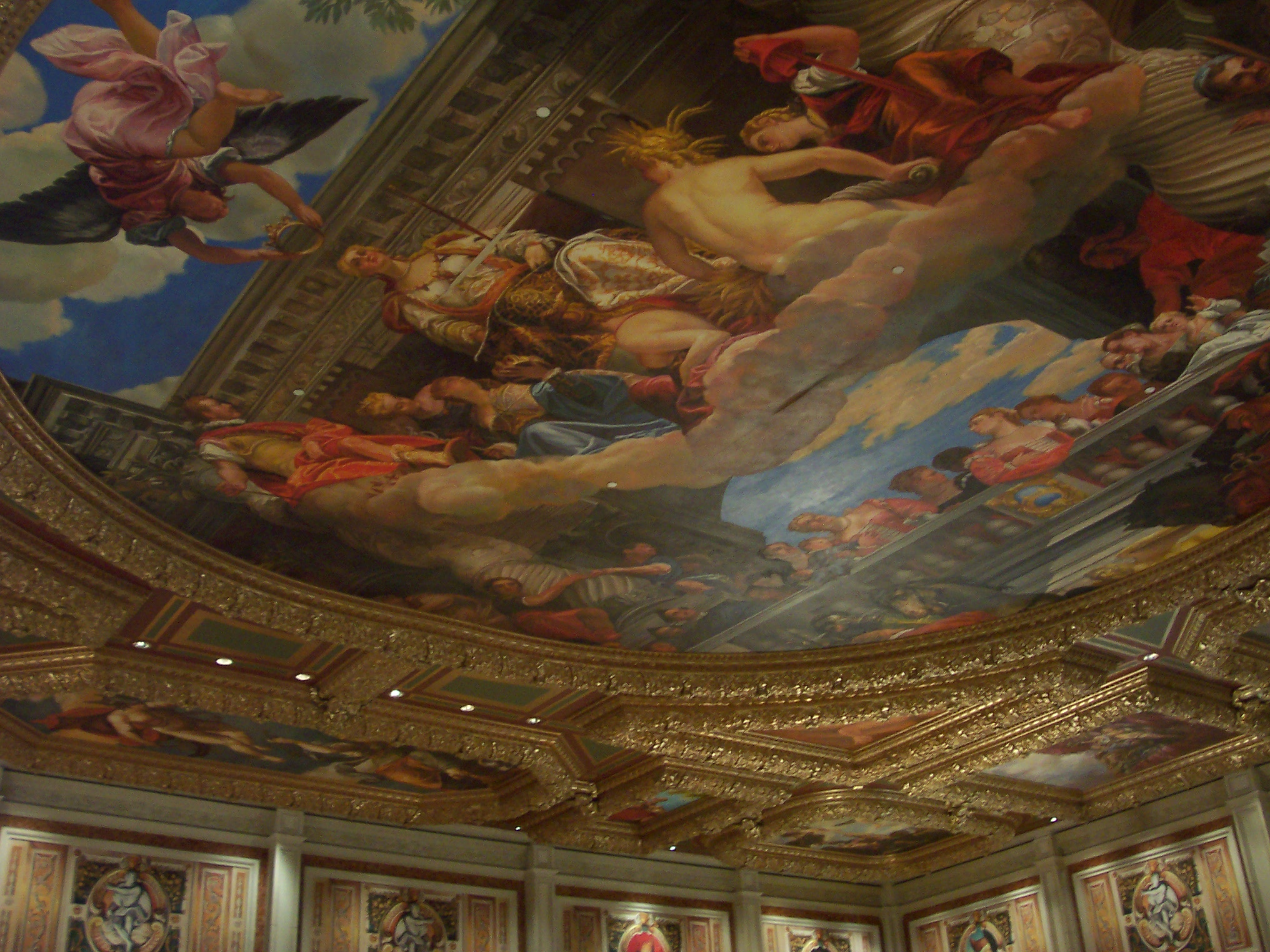
Freski wewnątrz The Venetian
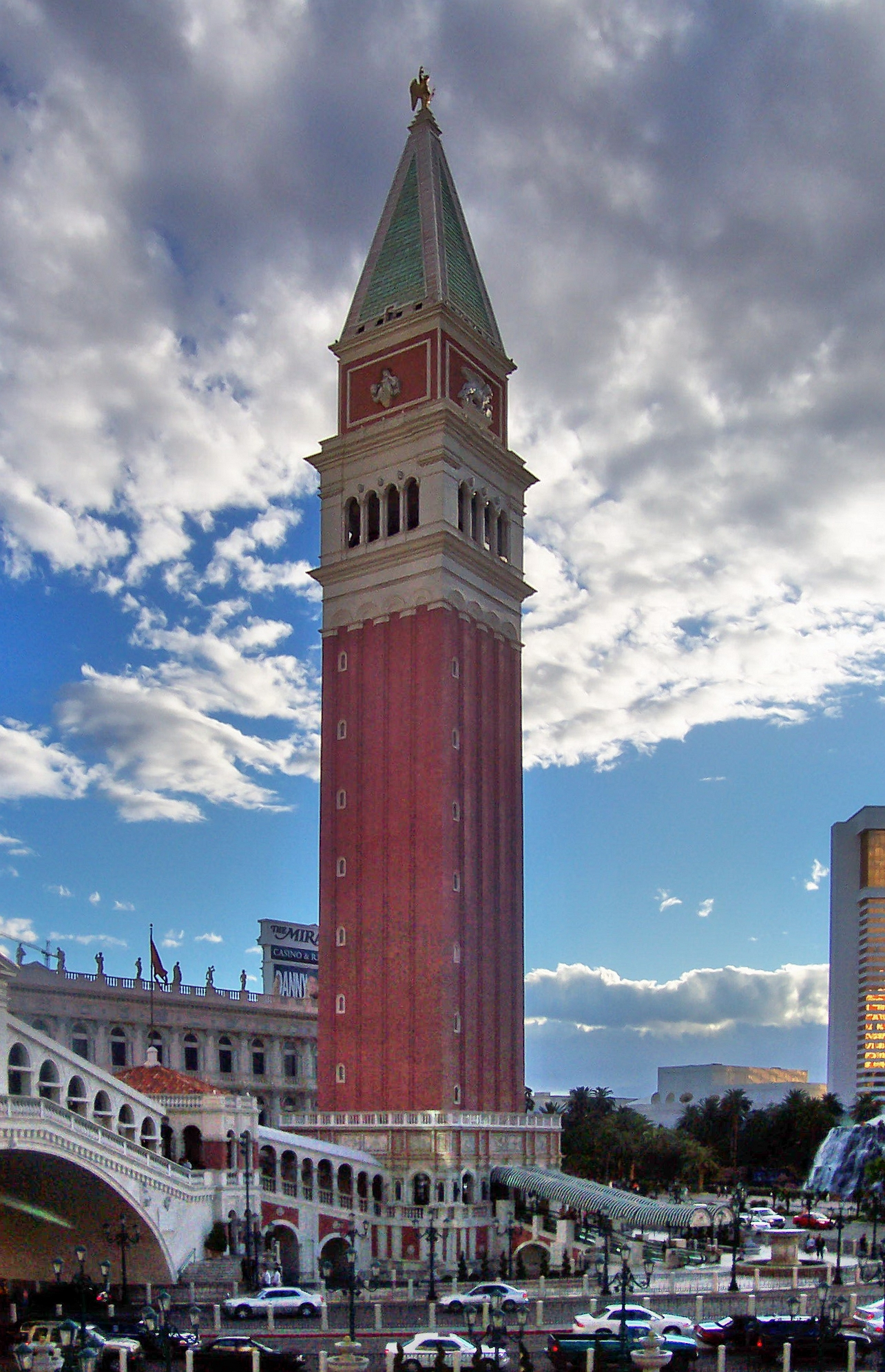
Replika weneckiej dzwonnicy św. Marka na terenie The Venetian